# Admirál loďstva Sovětského svazu

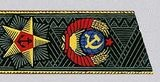
Nárameník hodnosti Admirála loďstva Sovětského svazu

Admirál loďstva Sovětského svazu (rusky: Адмирал Флота Советского Союза) byla nejvyšší hodnost v sovětském námořnictvu. Srovnatelná byla s hodností maršál Sovětského svazu a hlavní maršál letectva v pozemních, respektive vzdušných silách. Zavedena byla 3. března 1955 a nahradila hodnost admirála loďstva. V roce zavedení byli pouze dva admirálové loďstva, a to N. G. Kuzněcov a I. S. Isakov, ale Kuzněcov byl již roku 1956 z politických důvodů degradován na viceadmirála (hodnost admirála loďstva Sovětského svazu mu byla vrácena až posmrtně roku 1988). Isakov si hodnost udržel až do své smrti 1967. Po jeho skonu získal tuto hodnost S. G. Gorškov. Po jeho smrti 1988 nebyla tato hodnost již udělena. Zanikla s rozpadem SSSR.

## Admirálové loďstva Sovětského svazu
- Nikolaj Gerasimovič Kuzněcov – na admirála loďstva povýšen v únoru 1944, hodnost obdržel 3. března 1955
- Ivan Stěpanovič Isakov – na admirála loďstva povýšen 31. května 1944, hodnost obdržel 3. března 1955
- Sergej Georgijevič Gorškov – hodnost obdržel 28. října 1967